# Vesterhever Sand Fyr
Vesterhever Sand Fyr (dansk) eller Leuchtturm Westerheversand (tysk) ligger på et værft uden for landsbyen Vesterhever på halvøen Ejdersted i Nordfrisland. Fyrtårnet blev opført i 1906, for at gøre det nemmere at manøvrere mellem de mange sandbanker ud for Ejdersted og i Heverstrømmen.
Det rød-hvide tårn består af ni etager. Op til toppen er der 157 trin. Tårnet er konstrueret af 608 støbejernsplader. Ved siden af tårnet findes to fyrmesterhuse, som nu huser en naturstation. Der er 157 trin til toppen. Fyrets flammehøjde er 41 meter, selve tårnet er 40 meter højt. Lyset kan ses i en afstand af cirka 21 sømil (svarende til cirka 39 kilometer). Ved klart vejr kan lyset ses på Helgoland. Tårnet er forsynet med en moderne roterende fresnellinse. I 1975 blev lyskilden udskiftet med en xenonlampe på 2.000 watt. Fyret er nu fjernstyret af medarbejdere fra skibsfartskontoret i Tønning.

## Eksterne links
- Wikimedia Commons har flere filer relateret til Vesterhever Sand Fyr